# (34987) 4065 T-3
4065 T-3 (asteroide 34987) é um asteroide da cintura principal. Possui uma excentricidade de 0.08445530 e uma inclinação de 6.24757º.
Este asteroide foi descoberto no dia 16 de outubro de 1977 por Cornelis Johannes van Houten e Ingrid van Houten-Groeneveld e Tom Gehrels em Palomar.